# Aquasilva
Aquasilva (titre original : Aquasilva) est une trilogie de romans d'heroic fantasy de l'écrivain britannique Anselm Audley.
Aquasilva est également le nom de la planète où se déroule l'intrigue.

## Œuvres
- Hérésie (2001)
- Inquisition (2002)
- Croisade (2003)

Les traductions françaises sont publiées par les éditions Payot & Rivages. Les livres ont été réédités chez J’ai Lu en 2007. La série comporte une séquelle, Vespera, publiée électroniquement en 2007.